# خملنيتسكي
خملنيتسكي (بالأوكرانية: Хмельни́цький، بالروسية: Хмельни́цкий, Khmel'nitsky، بالبولندية: Chmielnicki) هي مدينة أوكرانية. تعتبر المركز الإداريّ لولاية خملنيتسكي ومنطقة خملنيتسكي، تقع في قلب المنطقة التاريخية المسماة بـ بوديليا. وحتى عام 1954 كانت تسمى المدينة بـ بروسكوروف.

## أصل التسمية

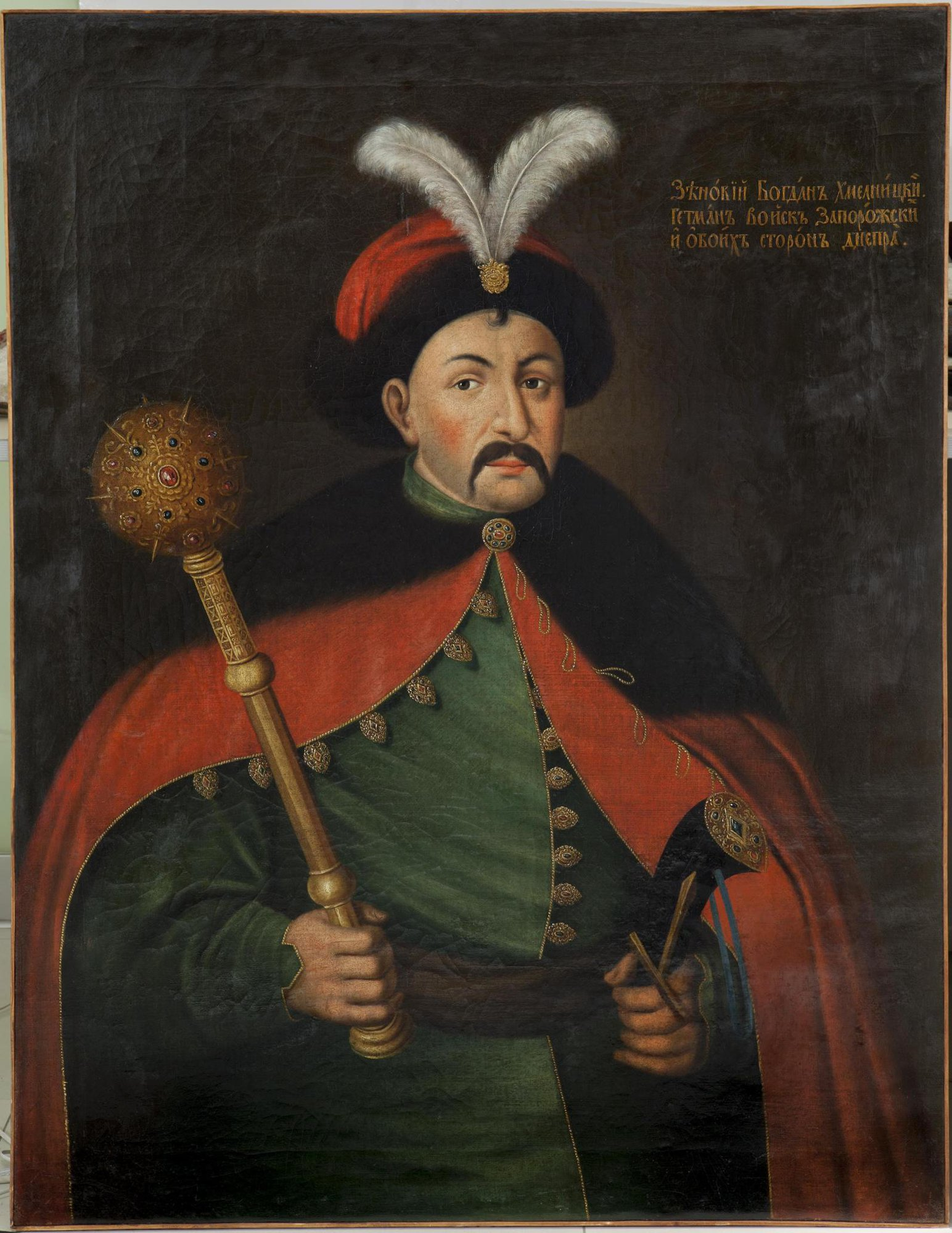
بوهدان خمل نيتس كيي

في عام 1493 م، ذُكر لأول مرة بأنها معقل عسكري متقدم للجيش الملكي البولندي باسم بلوسكيرف (Płoskirów) ، وكانت مدينة محصنة في القرن ال16. وفي عام 1780 تم تغيير اسم المدينة إلى بروسكوروف وفي عام 1793 تحت الحكم الروسي أصبحت مركز منطقة بوديليا.
|في عام 1954 تم تغييرها لتصبح خميلنتسكي نسبة للقائد الأوكراني البولندي بوهدان خمل نيتس كيي (ولد في حوالي 1595م - توفي 6 من أغسطس 1657م).

## المساحة والموقع الجغرافي
تقع في غرب أوكرانيا بين خط العرض 48°27' , 50°37' شمالاً وخط الطول 26°09' , 27°56' شرقاً , و تقدر مساحتها ب 20,645 كم مربع يحدها شمالا مدينة ريفنا وجنوبا تشيرنيفتسي وتقع خميلنيتسكي على نهر بوه الجنوبيّ.

## تاريخياً
تاريخ تأسيس المدينة غير مؤكد. وقد سكنت هذه لمنطقة حيث تقع خملنيتسكى اليوم منذ زمن طويل. وقد وجدت الأبحاث الأثرية العديد من الاكتشافات الأثرية في ضواحي المدينة. على وجه الخصوص، إلى الشرق من منطقة ليزينفي، كان هناك آثار سكنية من العصر البرونزي 2000 قبل الميلاد.
ومنذ 1431م كانت تعرف باسم بلوسكيرف Płoskirów, وكانت جزءاً من مملكة بولندا. وكانت تعد مدينة ملكية. بعد التقسيم الثاني لبولندا في عام 1793م، تم ضم المدينة من قبل الإمبراطورية الروسية وتم تغيير اسمها بروسكوروف Proskurov .
|ووفقا للتعداد الروسي لعام 1897م، كان بروسكوروف يبلغ عدد سكانها 22855 نسمة خامس أكبر مدينة في بوديليا Podolia بعد كاميانيتس بوديلسكيي، أومان، فينيتسا وبالتا على التوالي. و في عام 1920م أصبحت جزءاً من أوكرانيا السوفيتية. في عام 1954 كانت المدينة سميت أخيراً بـ خملنيتسكي (Хмельницький) على شرف الذكرى ال300 لمعاهدة التفاوض التي رعاها بوهدان خملنيتسكي.

### مذبحة بروسكوروف

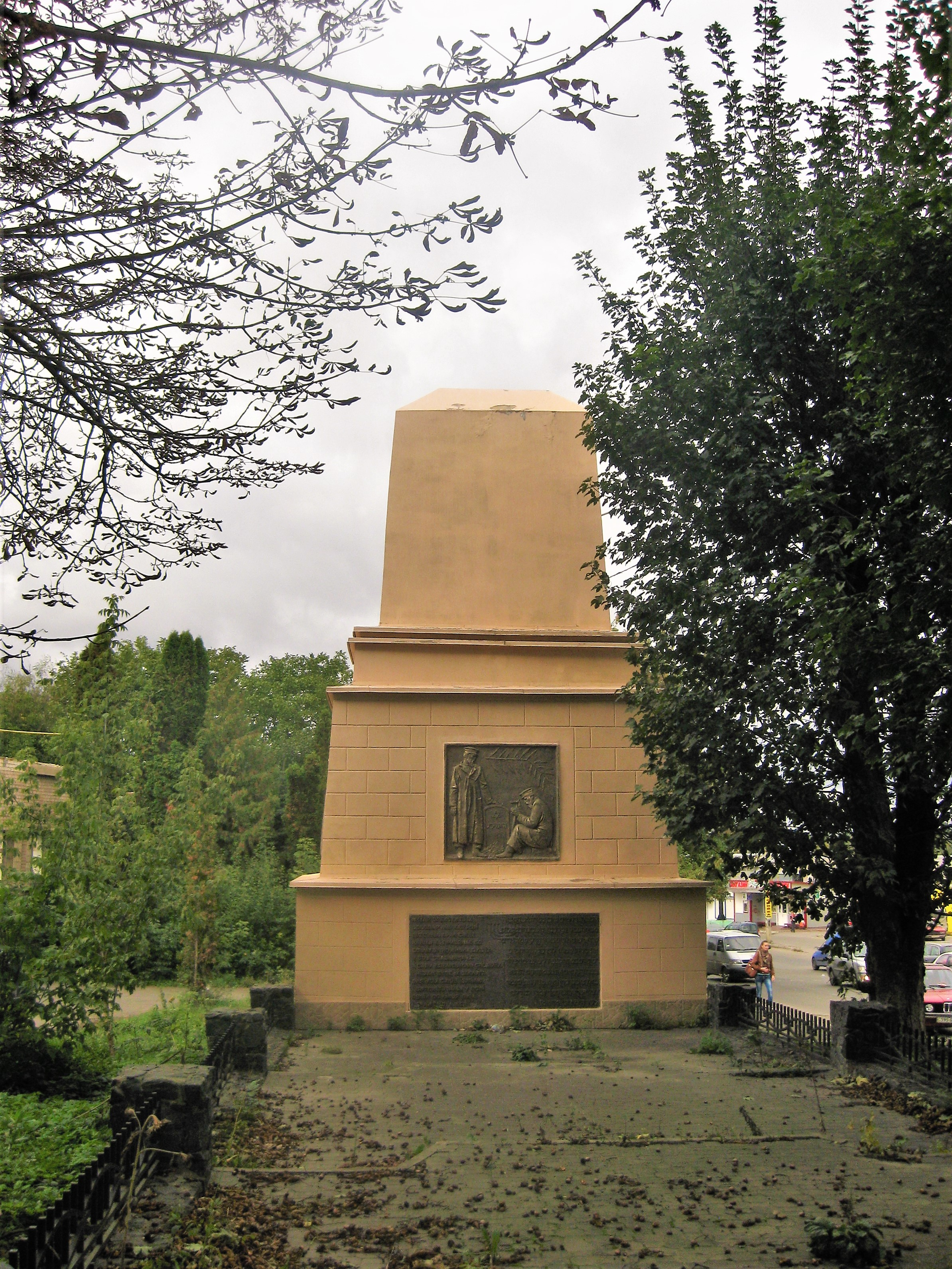
صرح لضحايا مذبحة بروسكوروففي خميلنيتسكي

و قد حدثت المذبحة في 15 فبراير 1915م أثناء الحرب الأهلية الأوكرانية وقد كانت موجهة بشكل أساسي للوجود اليهودي في أوكرانيا، في ثلاثة ساعات ونصف قتل على الأقل بين 1500 إلى 1700 يهودي، وقد جرح ما يقارب الـ 1000 شخص من نساء وأطفال و شيوخ.

### الحرب العالمية الثانية
احتلت المدينة من قبل الجيش الألماني من 8 يوليو 1941م إلى يوم 25 مارس 1944م. وفي 4 نوفمبر 1941م، تم قتل 5300 من السكان اليهود من المدينة والقرى المحيطة بها من قبل أينزاتسغروبن. وقد تم تشكيل غيتو في 14 ديسمبر 1941، حيث كان جميع السكان اليهود الباقين على قيد الحياة تعرضوا للعمل القسري. ثم تم قتلهم بعد ذلك في خريف عام 1942. أكثر من 9500 يهودي قتلوا في المدينة في المجموع.

### حقبة الحرب الباردة
خميلنتسكي كانت القاعدة الرئيسية أثناء الحرب الباردة للفرقة 19 من سلاح الصواريخ ال 43 التابع لقوات سلاح الصواريخ الاستراتيجية، وقد تم التعاون مع الولايات المتحدة لتفكيك صوامع الصواريخ بعد انتهاء حقبة الحرب الباردة في عقد التسعينات من القرن المنصرم.

## المناخ
مناخ خملنيتسكي قاري معتدل. متوسط درجة حرارة خملنيتسكي في أحر شهر في (يوليو) 20 إلى 22 درجة مئوية (68-72 درجة فهرنهايت)، ويبلغ متوسط درجة الحرارة في أبرد شهر (كانون الثاني) هو -5 إلى -6 درجة مئوية (23-21 درجة F). الحد الأقصى لدرجات الحرارة في الصيف في المتوسط تصل من 36 إلى 38 درجة مئوية (97-100 درجة فهرنهايت)، والحد الأدنى لدرجات الحرارة في فصل الشتاء في المتوسط هو -24 إلى -30 درجة مئوية (-11 إلى -22 درجة فهرنهايت). متوسط درجة الحرارة السنوية لخملنيتسكي هي 7-8 درجة مئوية (45-46 درجة فهرنهايت). متوسط هطول الأمطار السنوي خملنيتسكي هو 510-580 ملم (20,08-22,83 في).
| البيانات المناخية لـخميلنتسكي(1955-2011) | البيانات المناخية لـخميلنتسكي(1955-2011) | البيانات المناخية لـخميلنتسكي(1955-2011) | البيانات المناخية لـخميلنتسكي(1955-2011) | البيانات المناخية لـخميلنتسكي(1955-2011) | البيانات المناخية لـخميلنتسكي(1955-2011) | البيانات المناخية لـخميلنتسكي(1955-2011) | البيانات المناخية لـخميلنتسكي(1955-2011) | البيانات المناخية لـخميلنتسكي(1955-2011) | البيانات المناخية لـخميلنتسكي(1955-2011) | البيانات المناخية لـخميلنتسكي(1955-2011) | البيانات المناخية لـخميلنتسكي(1955-2011) | البيانات المناخية لـخميلنتسكي(1955-2011) | البيانات المناخية لـخميلنتسكي(1955-2011) |
| الشهر                                    | يناير                                    | فبراير                                   | مارس                                     | أبريل                                    | مايو                                     | يونيو                                    | يوليو                                    | أغسطس                                    | سبتمبر                                   | أكتوبر                                   | نوفمبر                                   | ديسمبر                                   | المعدل السنوي                            |
| ---------------------------------------- | ---------------------------------------- | ---------------------------------------- | ---------------------------------------- | ---------------------------------------- | ---------------------------------------- | ---------------------------------------- | ---------------------------------------- | ---------------------------------------- | ---------------------------------------- | ---------------------------------------- | ---------------------------------------- | ---------------------------------------- | ---------------------------------------- |
| الدرجة القصوى °م (°ف)                    | 12.0 (53.6)                              | 17.1 (62.8)                              | 23.0 (73.4)                              | 26.5 (79.7)                              | 31.7 (89.1)                              | 33.9 (93.0)                              | 35.5 (95.9)                              | 34.0 (93.2)                              | 30.4 (86.7)                              | 26.6 (79.9)                              | 20.0 (68.0)                              | 12.8 (55.0)                              | 35.5 (95.9)                              |
| متوسط درجة الحرارة الكبرى °م (°ف)        | −2.1 (28.2)                              | −0.6 (30.9)                              | 4.6 (40.3)                               | 12.9 (55.2)                              | 19.3 (66.7)                              | 22.2 (72.0)                              | 23.9 (75.0)                              | 23.3 (73.9)                              | 18.5 (65.3)                              | 12.3 (54.1)                              | 4.8 (40.6)                               | −0.5 (31.1)                              | 11.6 (52.9)                              |
| المتوسط اليومي °م (°ف)                   | −4.5 (23.9)                              | −3.5 (25.7)                              | 0.8 (33.4)                               | 8.0 (46.4)                               | 13.9 (57.0)                              | 17.0 (62.6)                              | 18.6 (65.5)                              | 17.8 (64.0)                              | 13.1 (55.6)                              | 7.7 (45.9)                               | 2.0 (35.6)                               | −2.7 (27.1)                              | 7.4 (45.3)                               |
| متوسط درجة الحرارة الصغرى °م (°ف)        | −7.4 (18.7)                              | −6.5 (20.3)                              | −2.7 (27.1)                              | 3.2 (37.8)                               | 8.6 (47.5)                               | 11.8 (53.2)                              | 13.5 (56.3)                              | 12.7 (54.9)                              | 8.4 (47.1)                               | 3.7 (38.7)                               | −0.7 (30.7)                              | −5.3 (22.5)                              | 3.4 (38.1)                               |
| أدنى درجة حرارة °م (°ف)                  | −30.5 (−22.9)                            | −27.0 (−16.6)                            | −23.6 (−10.5)                            | −7.2 (19.0)                              | −2.8 (27.0)                              | 2.2 (36.0)                               | 3.6 (38.5)                               | 2.1 (35.8)                               | −5.0 (23.0)                              | −11.4 (11.5)                             | −17.8 (0.0)                              | −25.4 (−13.7)                            | −30.5 (−22.9)                            |
| الهطول مم (إنش)                          | 32.5 (1.28)                              | 36.4 (1.43)                              | 30.2 (1.19)                              | 50.0 (1.97)                              | 60.6 (2.39)                              | 94.1 (3.70)                              | 105.0 (4.13)                             | 64.4 (2.54)                              | 58.4 (2.30)                              | 38.0 (1.50)                              | 45.5 (1.79)                              | 41.7 (1.64)                              | 656.8 (25.86)                            |
| متوسط أيام هطول الأمطار                  | 20.7                                     | 19.0                                     | 17.7                                     | 13.1                                     | 11.0                                     | 11.3                                     | 10.5                                     | 7.7                                      | 10.5                                     | 11.5                                     | 16.1                                     | 20.2                                     | 169.3                                    |
| متوسط الرطوبة النسبية (%)                | 87.5                                     | 85.1                                     | 78.1                                     | 65.9                                     | 65.5                                     | 71.3                                     | 74.1                                     | 72.4                                     | 75.5                                     | 80.9                                     | 88.0                                     | 88.9                                     | 77.8                                     |
| المصدر: Climatebase.ru                   |                                          |                                          |                                          |                                          |                                          |                                          |                                          |                                          |                                          |                                          |                                          |                                          |                                          |

### معدل الأعمار والنمو السكاني
متوسط العمر المتوقع لسكانها هو 65 سنة للرجال و 75 سنة للنساء. في عام 2006 لا يزال معدل المواليد خملنيتسكي ينمو بشكل جيد فقد ولد 2,593 طفل. و نظراً لموقعها الجغرافي لخملنيتسكي والموارد الطبيعية في المدينة تجذب الأجانب اليها دائماً، بما في ذلك الأتراك والألمان والمجريين والبولنديين والليتوانيين والنمساويين، السويديين والروس أيضاً.

### النقل
خملنيتسكي تمتلك بنية تحتية من شبكة النقل توصل المدينة مع موسكو وبراغ وبراتيسلافا، وارسو وبودابست وبلغراد وجميع المدن الأوكرانية الكبرى. ويقدر المسافة من خملنيتسكي إلى كييف عن طريق السكك الحديدية بـ 366 كم (227 ميل)، ومن خلال الطريق السريع يقدر أن يكون 384 كم (239 ميل). الطرق السريعة بين كييف - لفيف -أوديسا، ولفيف - تشيرنيفتسي - كييف تمر كلها عبر خملنيتسكي. ويخدم المدينة مطار خملنيتسكي Ruzhychna. مطار خملنيتسكي لديه 2200 م (7,217.85 قدم) من المدرج. في المطار هناك نقطة تفتيش لعبور حدود الدولة في أوكرانيا.

### الرياضة
خملنيتسكي تعد موطنا لفريق كرة القدم دينامو خملنيتسكي.

## العلاقات الدولية
خميلنتسكي متوأمة مع المدن التالية:
- موديستو (كاليفورنيا)، الولايات المتحدة (1987)
- سيليسترا، بلغاريا (1992)
- Bor، صربيا (1995)
- بالتسي، مولدوفا (1996)
- تسيخانوف، بولندا (1996)
- كرامفوش[الإنجليزية]، السويد (1997)
- شيجياتشوانغ، الصين (1998)

في يناير 2016 أنهى مجلس مدينة خملنيتسكى علاقات التوأمة مع مدن روسيا مثل تفر وإيفانوفو بسبب الأزمة الأوكرانية.

## مناظر من خميلنتسكي

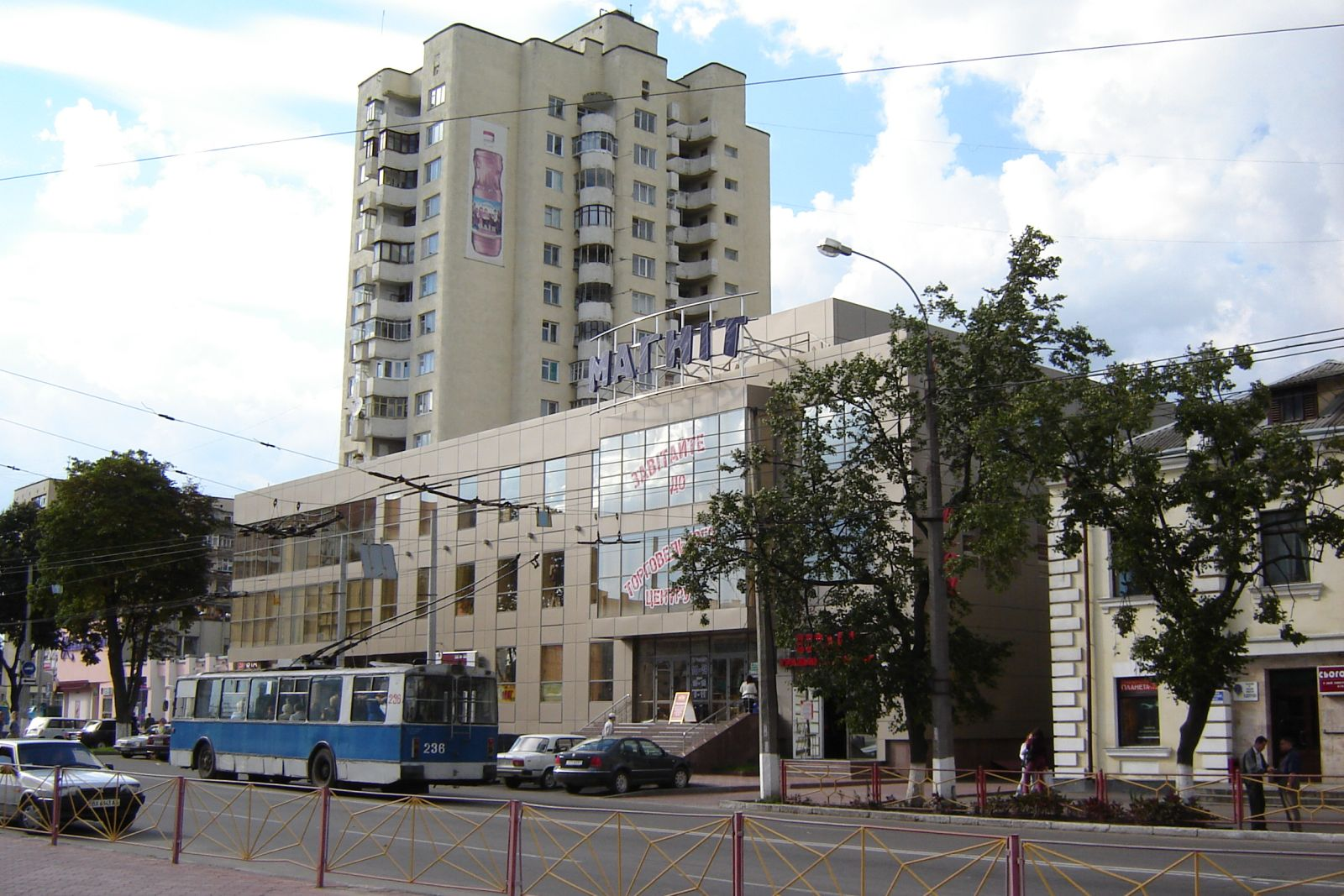
شارع بوديلسكا بجانت مركز التجارة
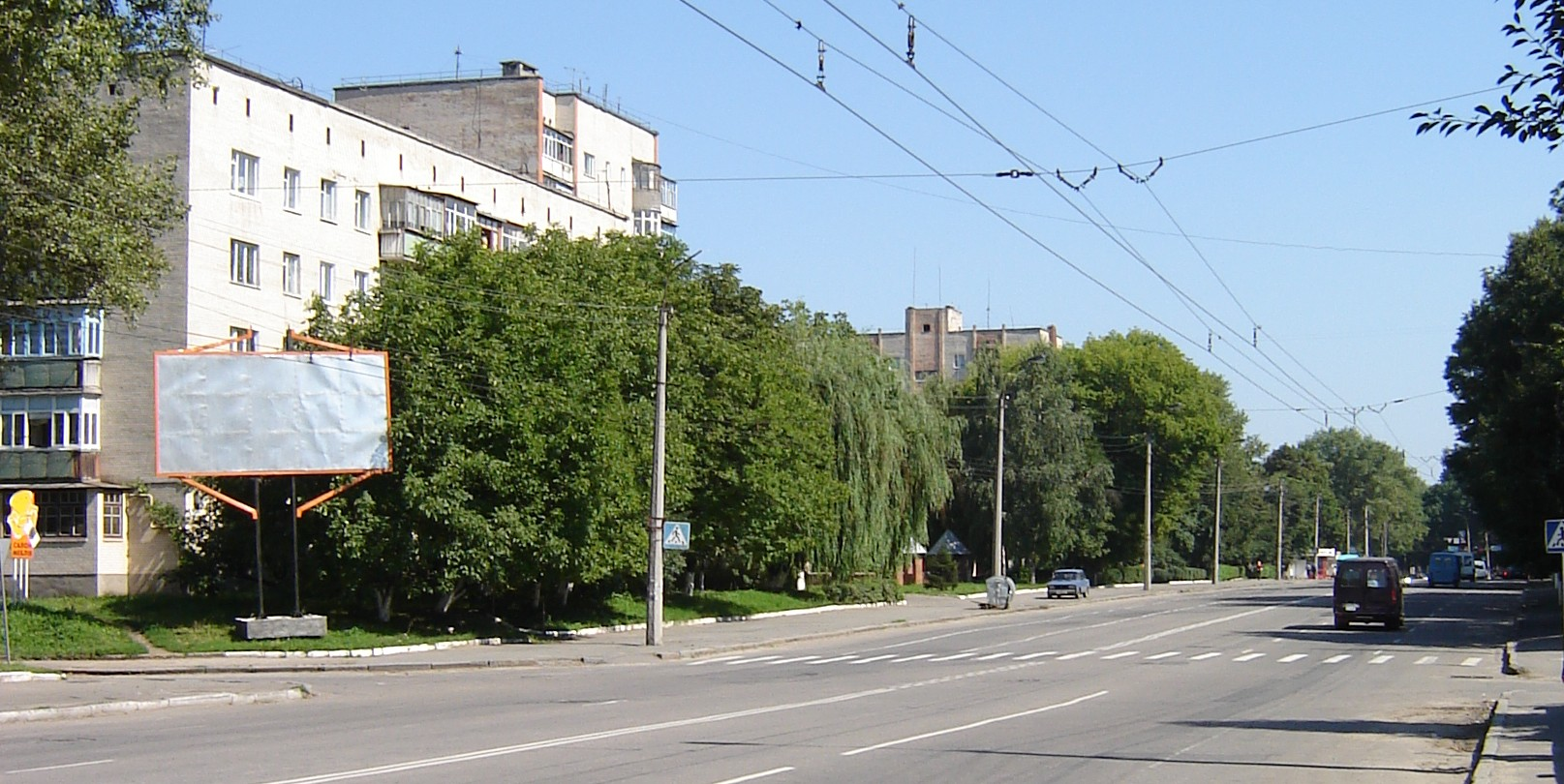
شارع شيشينكو , شارع رئيسي في خميلنتسكي
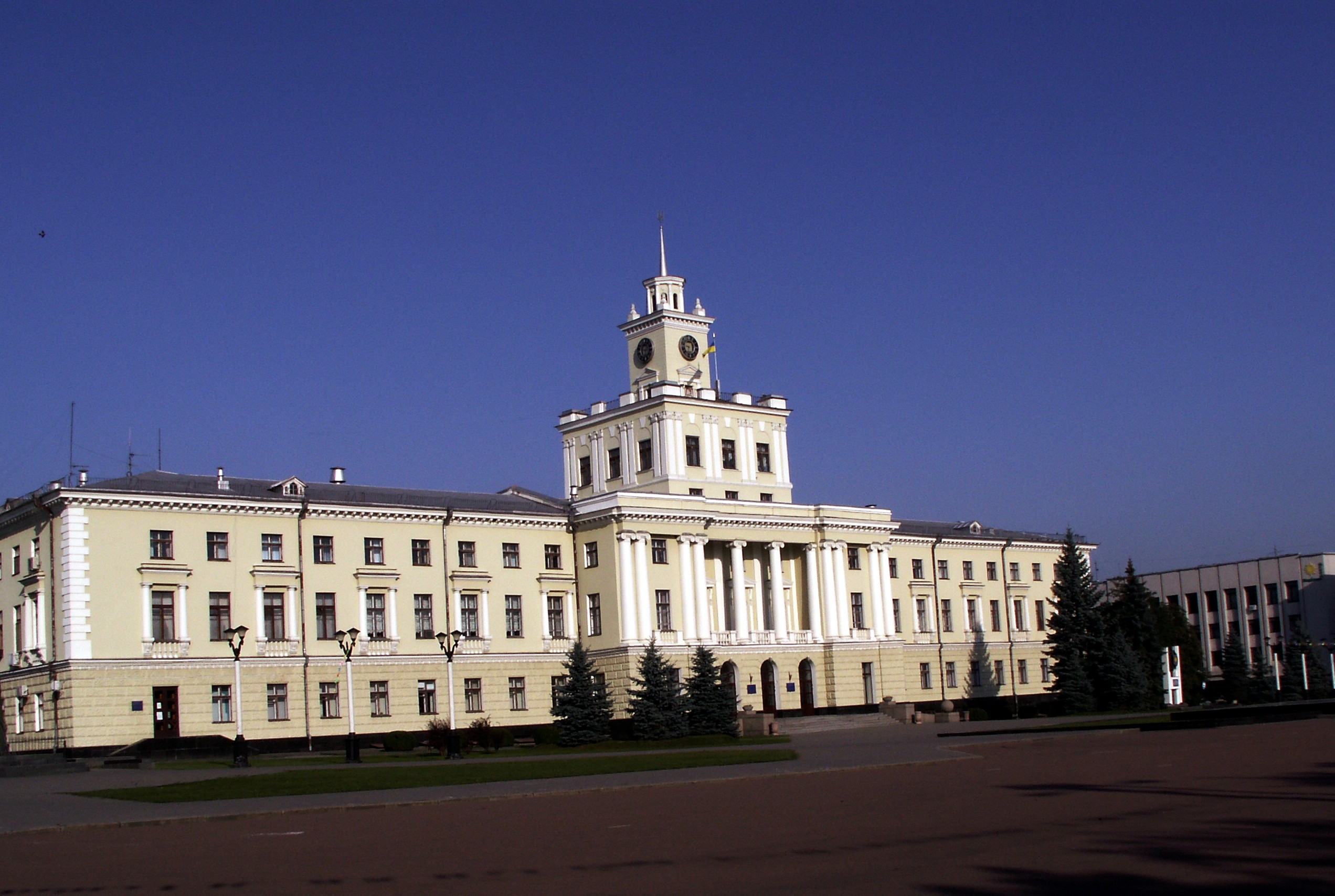
Main square
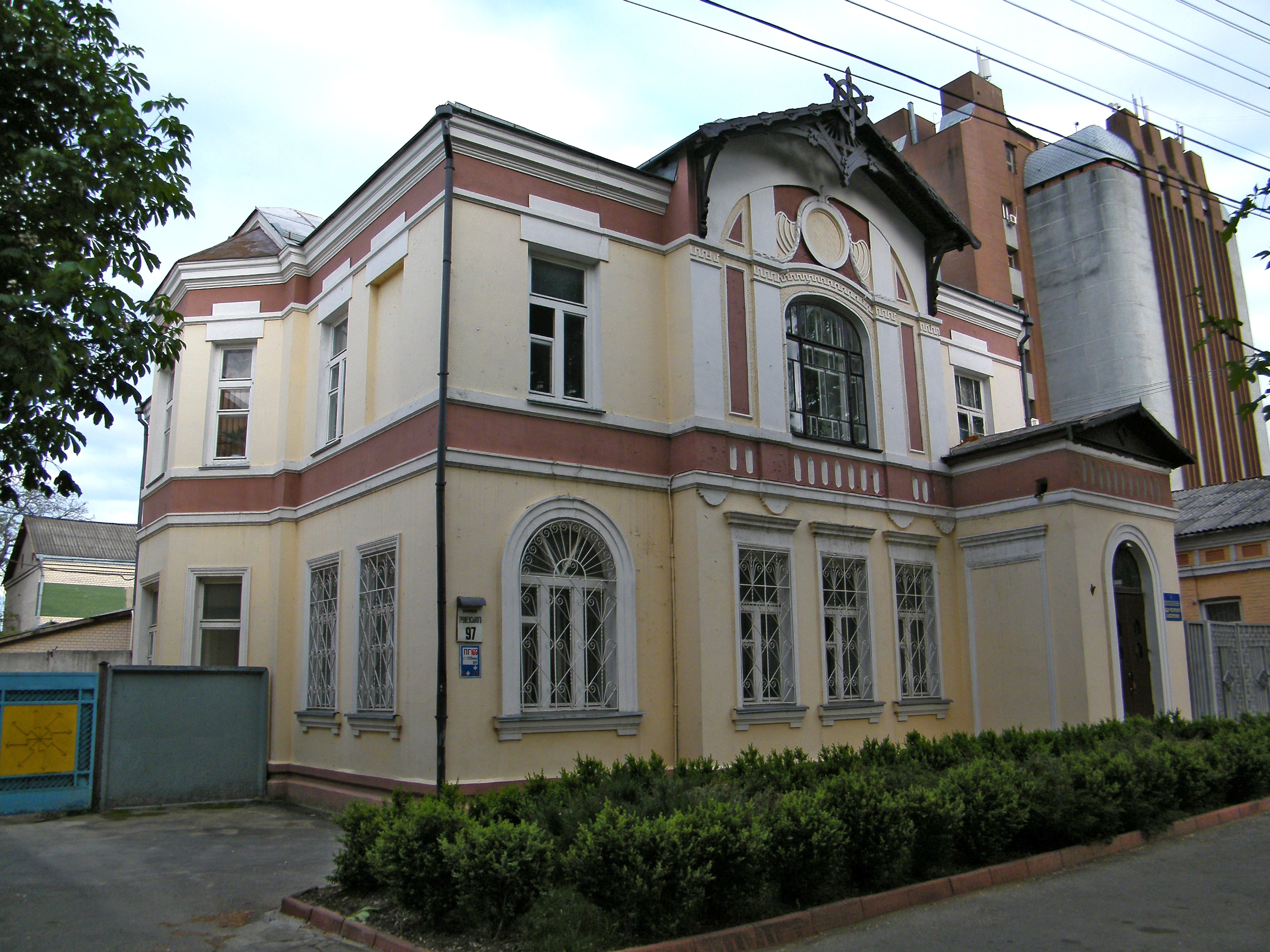
بناية قديمة
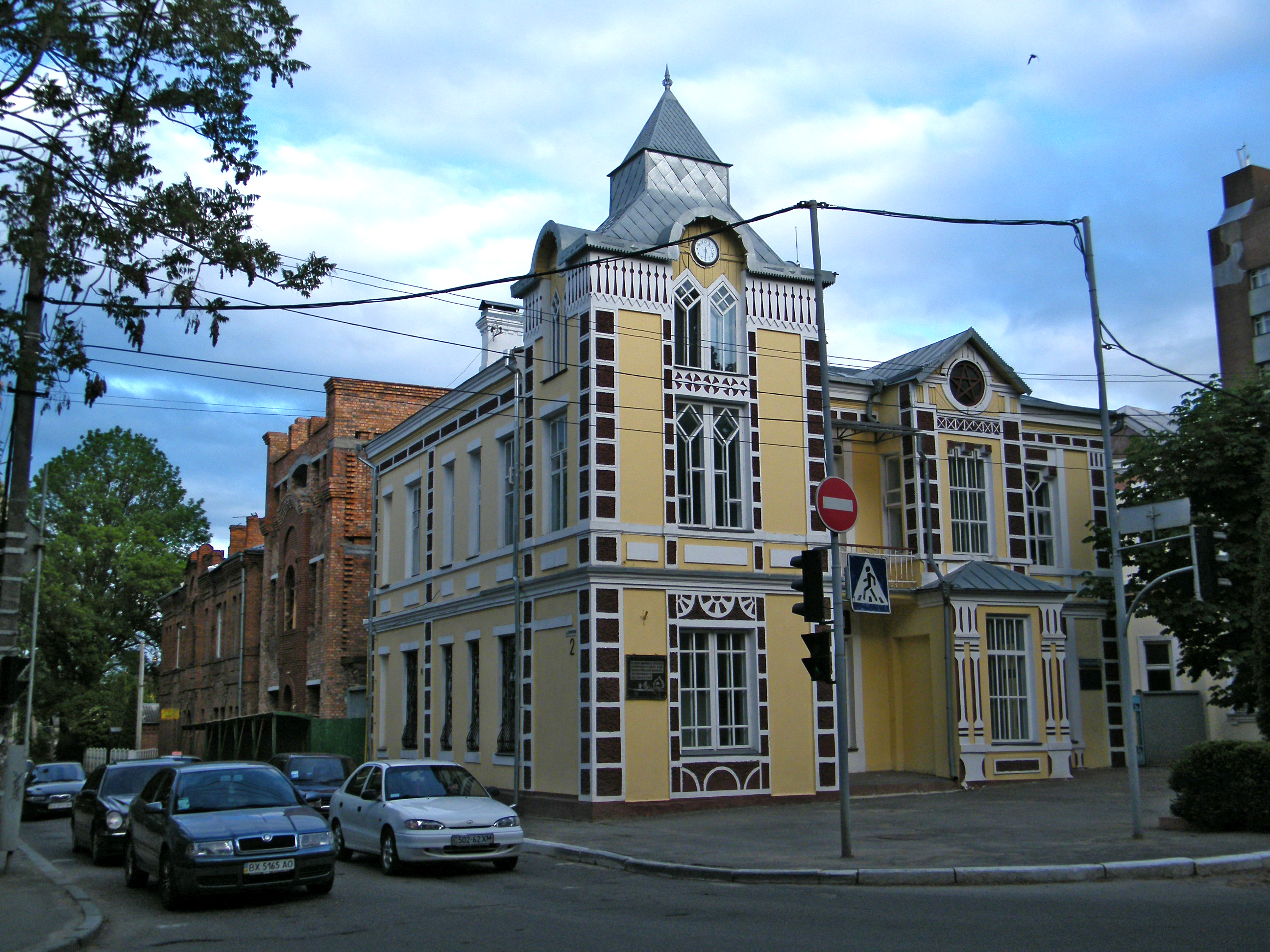
البلدة القديمة لخميلنتسكي
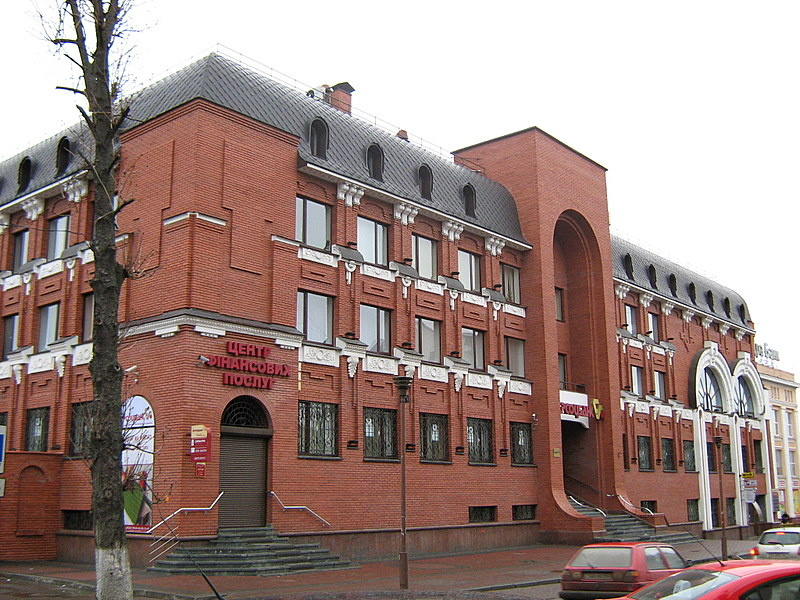
بناية مصرف
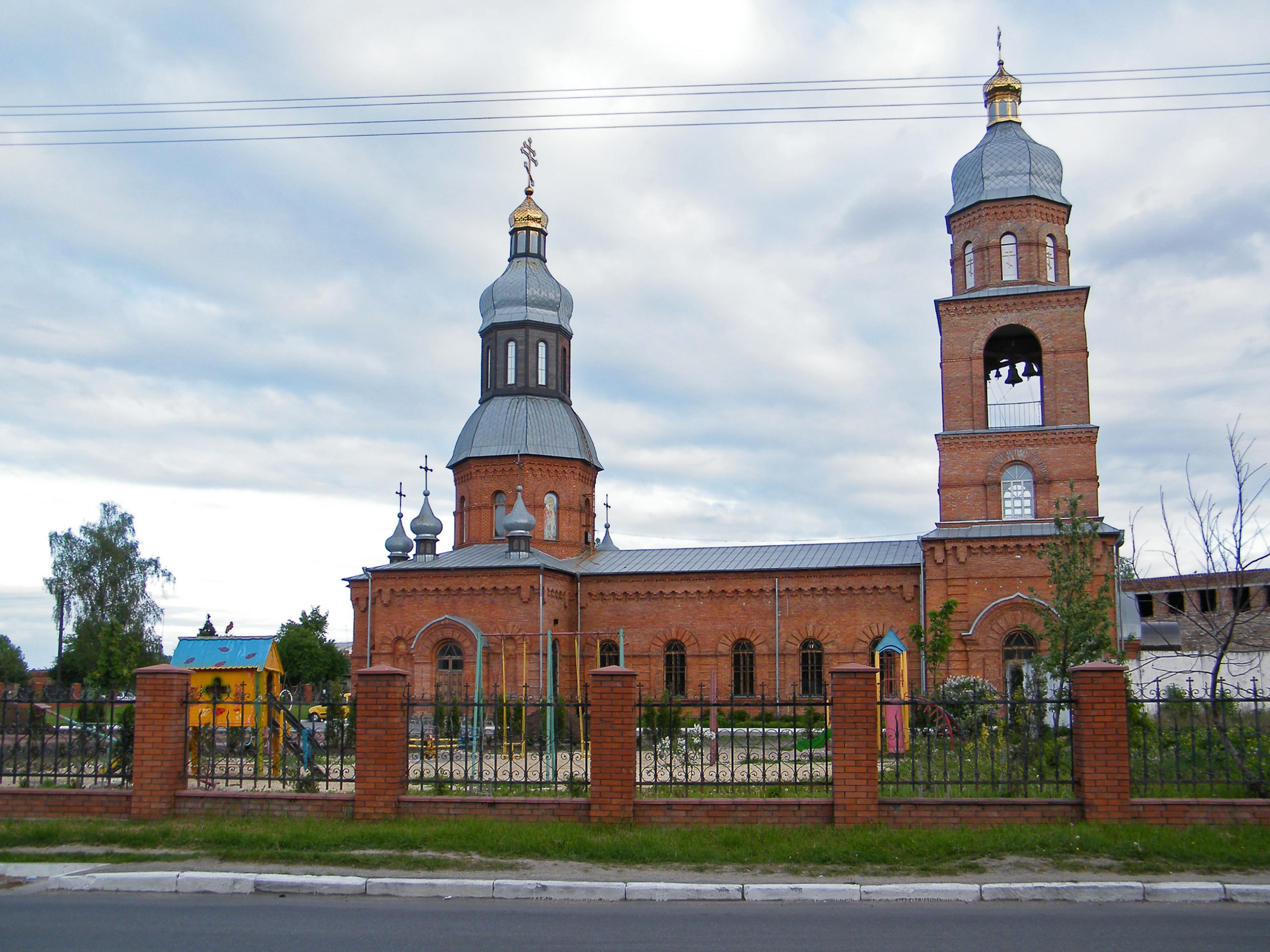
كاتدرائية سانت جورج
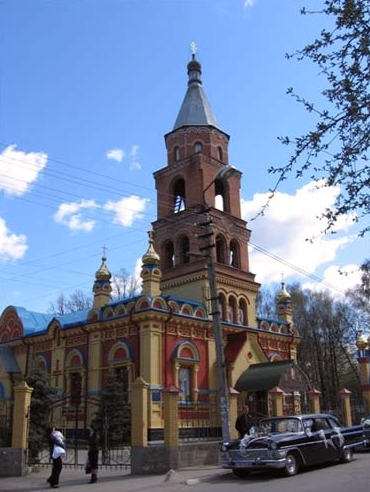
كنيسة سانت أندرو
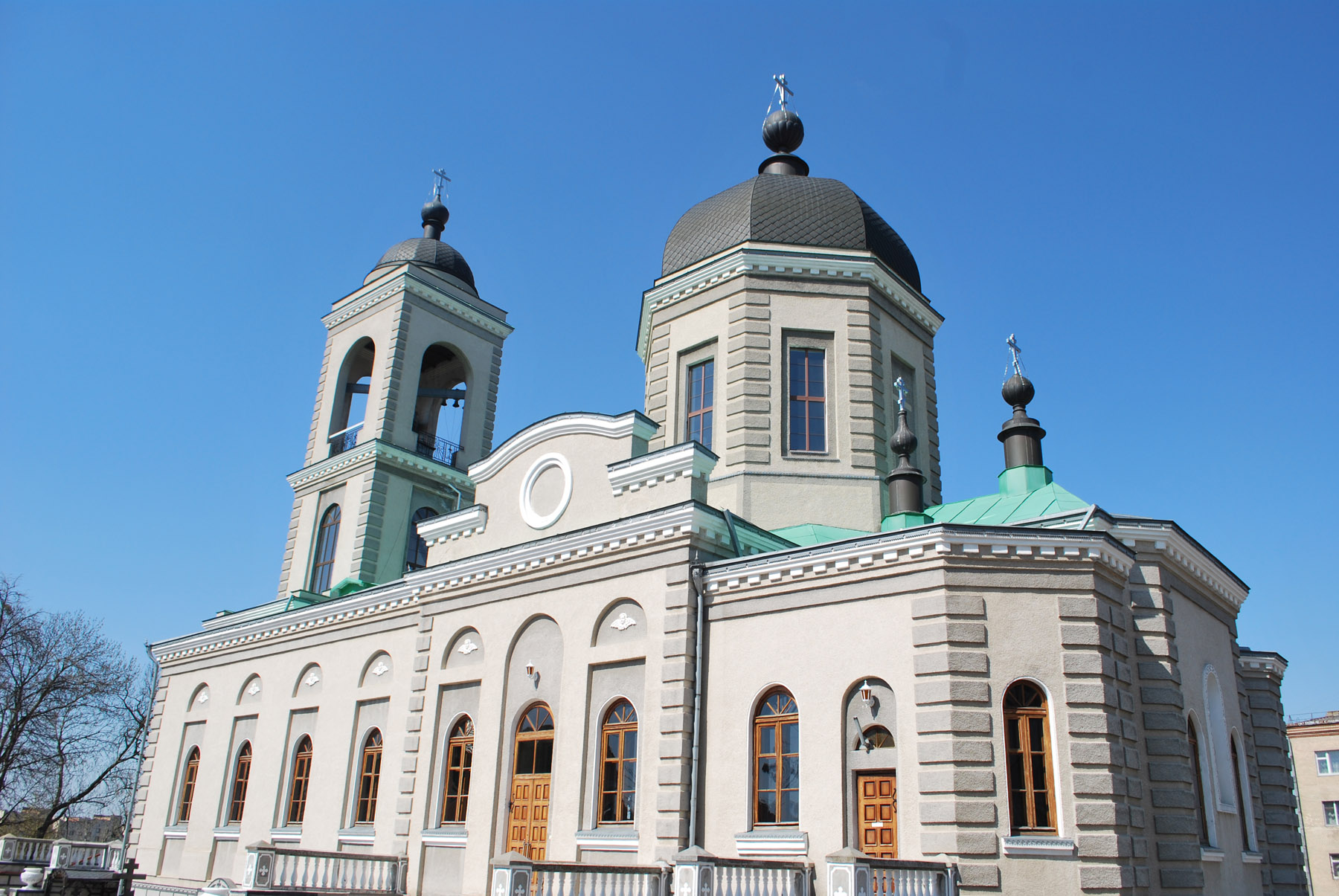
صرح في خميلنتسكي